# Wólka Piecząca
Wólka Piecząca (prononciation : [ˈvulka pjɛˈt͡ʂɔnt͡sa]) est un village polonais de la gmina de Stanisławów dans le powiat de Mińsk de la voïvodie de Mazovie dans le centre-est de la Pologne.
Il est situé à environ 5 kilomètres au nord-est de Stanisławów (siège de la gmina), 15 kilomètres au nord de Mińsk Mazowiecki (siège du powiat) et 41 kilomètres à l'est de Varsovie (capitale de la Pologne).

## Histoire
De 1975 à 1998, le village appartenait administrativement à la voïvodie de Siedlce.